# Thymiatris
Thymiatris is een geslacht van vlinders van de familie sikkelmotten (Oecophoridae), uit de onderfamilie Xyloryctinae.

## Soorten
- T. arista Diakonoff, 1967
- T. melitacma Meyrick, 1907
- T. microloga Diakonoff, 1966
- T. scolia Diakonoff, 1966
- T. seriosa Diakonoff, 1966